# Yonezawa, Yamagata
Yonezawa (米沢市 Yonezawa-shi) là một thành phố thuộc tỉnh Yamagata, Nhật Bản.